# Leucaena confertiflora
Espèce
Synonymes
- Leucaena confertiflora var. adenotheloidea (Zarate) C.E.Hughes[1]

Leucaena confertiflora est une espèce de plantes à fleurs de la famille des Fabaceae.

## Publication originale
- Anales del Instituto de Biología de la Universidad Nacional Autónoma de México, Botánica 65(2): 146. 1994[1995].